# Tokioka Hiromasa
Hiromasa Tokioka (sinh ngày 24 tháng 6 năm 1974) là một cầu thủ bóng đá người Nhật Bản.

## Sự nghiệp câu lạc bộ
Hiromasa Tokioka đã từng chơi cho Consadole Sapporo.